# 兹德涅克·菲比赫
兹德涅克·菲比赫（捷克語：Zdeněk Fibich，1850年12月21日—1900年10月15日），捷克作曲家。早年随母亲学钢琴，后进入莱比锡音乐学院。1875年回布拉格任剧院指挥。
1881年辞职，靠作曲和私人教学为生。1900年因肺炎去世。
菲比赫是与德沃夏克同时代的重要捷克作曲家，其风格较少民族特色，更接近德奥传统。他的音乐常常富于文学气息，擅于写景叙事，尤以戏剧作品著名。他的四套钢琴小品集《情绪、印象与回忆》包含有376首小品，是史上最大规模的钢琴套曲。